# Екатерининский, Михаил Клавдиевич
Михаил Клавдиевич Екатерининский (20 декабря 1904 — 17 июля 1974) — советский актёр театра и кино. Народный артист РСФСР (1968).

## Биография
В 1928 г. окончил Ленинградский техникум сценических искусств по классу Леонида Сергеевича Вивьена. В 1928—1938 г. — актёр «Театра актерского мастерства», организованного Л. С. Вивьеном (с 1931 г. — филиал театра Госдрамы, в 1934—1936 г. — филиал Ленинградского театра Красной Армии, с 1936 г. — Реалистический театр).
В 1938—1943 гг. — актёр Ленинградского театра имени Ленинского комсомола, в 1943—1974 гг. — Ленинградского академического театра драмы имени А. С. Пушкина.
Похоронен на Серафимовском кладбище.

### Семья
Жена — Надежда Михайловна Белокурова (1917—1977), актриса.
Дочь Мария — заслуженная артистка России, сын Алексей (род. 1.10.1946).
Внуки: Степан Владимирович Орлов (род. 22.10.1971) — депутат Московской городской Думы, Анна Алексеевна Екатерининская (род. 4.5.1975) — актриса.

## Творчество

### Роли в театре
- Господа офицеры (по «Поединку» А. И. Куприна) — Ромашов

### Ленинградский академический театр драмы им. А. С. Пушкина
- 1945 — «Памятные встречи» А. Утевского — Николай
- 1946 — «Варвары» А. М. Горького — Монахов
- 1947 — «Жизнь в цвету» А. П. Довженко — Рябов
- 1949 — «Полководец Суворов» И. В. Бахтерева и А. В. Разумовского — генерал Львов
- 1950 — «Живой труп» Л. Н. Толстого — Петушков
- 1954 — «Годы странствий» А. Н. Арбузова — Солдатенков
- 1955 — «Оптимистическая трагедия» В. В. Вишневского — Первый офицер
- 1955 — «Пучина» А. Н. Островского — Луп Лупыч Переярков
- 1956 — «На дне» А. М. Горького — Костылев
- 1957 — «Одна ночь» Б. Л. Горбатова — Марк Богданович, военврач
- 1960 — «Изюминка на солнце» Л. Хэнсберри — Бобо
- 1963 — «Перед заходом солнца» Г. Гауптмана — Винтер
- 1965 — «Чти отца своего» В. В. Лаврентьева — Капитон Егорович
- 1966 — «Обыкновенная история» по роману И. А. Гончарова — Антон Иванович
- 1966 — «Душной ночью» Дж. Болла и С. Силлифанта — Эрик Эндикотт
- 1966 — «Тяжкое обвинение» Л. Р. Шейнина — Колотов, генерал, старый большевик
- 1967 — «Дело, которому ты служишь» по Ю. П. Герману — Пауль Гебейзен
- 1972 — «Вишневый сад» А. П. Чехова — Фирс
- 1973 — «Горячее сердце» А. Н. Островского — Аристарх
- 1973 — «Иней на стогах» Л. Моисеева — Тулин
- «Калхас» А. П. Чехова — Никита Иванович, суфлёр

### Роли в кино
| Год  |   | Название                                | Роль                              |
| ---- | - | --------------------------------------- | --------------------------------- |
| 1939 | ф | Учитель                                 | Александр Сергеевич Ремизов       |
| 1941 | ф | Вагон уходит на заре                    | инженер                           |
| 1941 | ф | Боевой киносборник № 2 (Один из многих) | Имя персонажа не указано          |
| 1952 | ф | Живой труп                              | Афремов (или художник Петушков ?) |
| 1956 | ф | Искатели                                | Григорьев, профессор              |
| 1956 | ф | Одна ночь                               | Марк Богданович                   |
| 1957 | ф | Балтийская слава                        | В. А. Антонов-Овсеенко            |
| 1957 | ф | На переломе                             | Лука Степанович                   |
| 1958 | ф | Пучина                                  | Луп Лупыч Переярков, чиновник     |
| 1958 | ф | Дорогой мой человек                     | Г. Ф. Пуш, врач                   |
| 1960 | ф | Домой                                   | Имя персонажа не указано          |
| 1964 | ф | Поезд милосердия                        | Николай Белов                     |
| 1965 | ф | Залп «Авроры»                           | старый солдат                     |
| 1969 | ф | Рокировка в длинную сторону             | Кончинский                        |
| 1969 | ф | На пути в Берлин                        | Леонид Сергеевич                  |
| 1971 | ф | Достояние республики                    | заведующий музеем                 |
| 1972 | ф | Ижорский батальон                       | камео                             |
| 1972 | ф | Моя жизнь                               | губернатор                        |
| 1973 | ф | Опознание                               | Тодораски                         |
| 1974 | ф | Врача вызывали?                         | дед Геннадия                      |

## Награды и признание
- Заслуженный артист РСФСР (5.8.1958)
- Народный артист РСФСР (29.2.1968).